# Équipe de Suède masculine de handball aux Jeux olympiques d'été de 2016
Cet article relate le parcours de l'Équipe de Suède de handball masculin lors des Jeux olympiques de 2016 organisé au Brésil. Il s'agit de la 8e participation de la Suède aux Jeux olympiques.
Dernière de la poule B avec une victoire pour quatre défaites, la Suède ne s'est pas qualifiée pour les quarts de finale.

## Maillots
L'équipe de Suède porte pendant les Jeux de Rio de Janeiro un maillot confectionné par l'équipementier Adidas.
| Couleurs | Bleu et jaune |
| Marque   | Adidas        |
| Domicile | Extérieur     |

## Matchs de préparation
| Équipe 1 | Résultat | Équipe 2  |
| -------- | -------- | --------- |
| Croatie  | 26-24    | Suède     |
| Croatie  | 25-25    | Suède     |
| Suède    | 20-11    | Argentine |

## Effectif
| Sélectionneur            | Sélectionneur       | Ola Lindgren, Staffan Olsson | Ola Lindgren, Staffan Olsson | Ola Lindgren, Staffan Olsson |
| N°                       | Nom                 | Date de naissance et âge     | Sél. (buts)                  | Club                         |
| Gardiens de but          |                     |                              |                              |                              |
| 16                       | Mattias Andersson   | 29 mars 1978                 | 141 (0)                      | SG Flensburg-Handewitt       |
| 20                       | Mikael Appelgren    | 6 septembre 1989             | 37 (0)                       | Rhein-Neckar Löwen           |
| Ailiers                  |                     |                              |                              |                              |
| 9                        | Jerry Tollbring     | 13 septembre 1995            | 3 (2)                        | IFK Kristianstad             |
| 24                       | Fredrik Petersen    | 27 août 1983                 | 150 (416)                    | HK Malmö                     |
| 32                       | Mattias Zachrisson  | 22 août 1990                 | 76 (128)                     | Füchse Berlin                |
| Arrières et Demi-centres |                     |                              |                              |                              |
| 11                       | Lukas Nilsson       | 16 novembre 1996             | 18 (53)                      | THW Kiel                     |
| 19                       | Johan Jakobsson     | 12 février 1987              | 105 (220)                    | SG Flensburg-Handewitt       |
| 28                       | Philip Stenmalm     | 3 mars 1992                  | 23 (31)                      | KIF Copenhague               |
| 3                        | Kim Andersson       | 21 août 1982                 | 222 (787)                    | Ystads IF                    |
| 5                        | Jim Gottfridsson    | 2 septembre 1992             | 25 (84)                      | SG Flensburg-Handewitt       |
| 13                       | Jonathan Stenbäcken | 7 janvier 1988               | 40 (49)                      | TBV Lemgo                    |
| Pivot                    |                     |                              |                              |                              |
| 19                       | Tobias Karlsson     | 4 juin 1981                  | 143 (79)                     | SG Flensburg-Handewitt       |
| 35                       | Andreas Nilsson     | 12 avril 1990                | 96 (224)                     | MVM Veszprém KC              |
| 36                       | Jesper Nielsen      | 30 août 1989                 | 66 (80)                      | Füchse Berlin                |

## Résultats

### Résultats détaillés
Remarque : toutes les heures sont locales (UTC−3). En Europe (UTC+2), il faut donc ajouter 5 heures.

#### Groupe B

##### Classement
|   | Équipe    | Pts | J | G | N | P | Bp  | Bc  | Diff | Dép |
| - | --------- | --- | - | - | - | - | --- | --- | ---- | --- |
| 1 | Allemagne | 8   | 5 | 4 | 0 | 1 | 153 | 141 | 12   | +3  |
| 2 | Slovénie  | 8   | 5 | 4 | 0 | 1 | 137 | 126 | 11   | -3  |
| 3 | Brésil    | 5   | 5 | 2 | 1 | 2 | 141 | 150 | -9   | -   |
| 4 | Pologne   | 4   | 5 | 2 | 0 | 3 | 139 | 140 | -1   | -   |
| 5 | Égypte    | 3   | 5 | 1 | 1 | 3 | 129 | 143 | -14  | -   |
| 6 | Suède     | 2   | 5 | 1 | 0 | 4 | 132 | 131 | 1    | -   |

|  | Qualifié pour les quarts de finale                                                                                     |
|  | Éliminé |
|  | Pts points ; J joués ; G victoires ; N nuls ; P défaites BP buts marqués ; BC buts encaissés ; Diff différence de buts |

| 7 août 2016 11 h 30 | Suède       | 29 - 32   | Allemagne | Future Arena, Rio de Janeiro Arbitrage : Hansen, Gjeding |
| 7 août 2016 11 h 30 | Tollbring 8 | (15 - 18) | Kühn 7    | Future Arena, Rio de Janeiro Arbitrage : Hansen, Gjeding |
| 7 août 2016 11 h 30 | ×4 ×9 ×1    | Rapport   | ×3 ×9     | Future Arena, Rio de Janeiro Arbitrage : Hansen, Gjeding |

| 9 août 2016 19 h 50 | Égypte  | 26 - 25   | Suède      | Future Arena, Rio de Janeiro Arbitrage : Mousaviyan, Kolahdouzan |
| 9 août 2016 19 h 50 | Sanad 7 | (12 - 13) | Petersen 5 | Future Arena, Rio de Janeiro Arbitrage : Mousaviyan, Kolahdouzan |
| 9 août 2016 19 h 50 | ×4 ×7   | Rapport   | ×3 ×8      | Future Arena, Rio de Janeiro Arbitrage : Mousaviyan, Kolahdouzan |

| 11 août 2016 19 h 50 | Slovénie       | 29 - 24   | Suède       | Future Arena, Rio de Janeiro Arbitrage : Raluy López, Sabroso Ramírez |
| 11 août 2016 19 h 50 | Janc, Razgor 5 | (14 - 13) | Tollbring 6 | Future Arena, Rio de Janeiro Arbitrage : Raluy López, Sabroso Ramírez |
| 11 août 2016 19 h 50 | ×4 ×7          | Rapport   | ×4 ×6       | Future Arena, Rio de Janeiro Arbitrage : Raluy López, Sabroso Ramírez |

| 13 août 2016 19 h 50 | Suède      | 24 - 25   | Pologne    | Future Arena, Rio de Janeiro Arbitrage : Geipel, Helbig |
| 13 août 2016 19 h 50 | Stenmalm 8 | (13 - 12) | Bielecki 8 | Future Arena, Rio de Janeiro Arbitrage : Geipel, Helbig |
| 13 août 2016 19 h 50 | ×4 ×8      | Rapport   | ×2 ×3      | Future Arena, Rio de Janeiro Arbitrage : Geipel, Helbig |

| 15 août 2016 14 h 40 | Suède      | 30 - 19   | Brésil   | Future Arena, Rio de Janeiro Arbitrage : Santos, Fonseca |
| 15 août 2016 14 h 40 | Stenmalm 6 | (16 - 10) | Toledo 4 | Future Arena, Rio de Janeiro Arbitrage : Santos, Fonseca |
| 15 août 2016 14 h 40 | ×4         | Rapport   | ×2 ×3    | Future Arena, Rio de Janeiro Arbitrage : Santos, Fonseca |

## Statistiques et récompenses

### Récompenses
Aucun Suédois n'est sélectionné dans l'équipe-type de la compétition.

### Buteurs
Aucun Suédois ne termine parmi les 10 meilleurs buteurs de la compétition.

### Gardiens de buts
Avec 34,3 % d'arrêts, Mikael Appelgren est le troisième meilleur gardien de la compétition.